# Pawel Petrowitsch Baschow

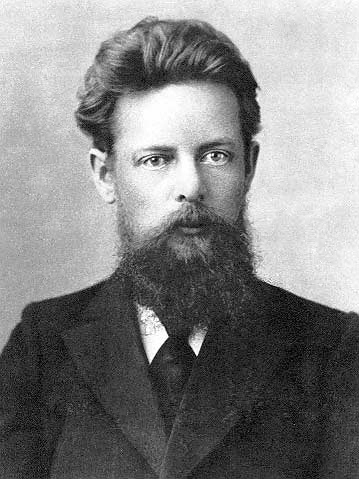
Pawel Baschow, 1911

Pawel Petrowitsch Baschow (russisch Павел Петрович Бажов, wiss. Transliteration Pavel Petrovič Bažov; * 27. Januar 1879 in Syssert bei Jekaterinburg; † 3. Dezember 1950 in Moskau) war ein sowjetischer Schriftsteller. Bekannt wurde er für seine Märchen und Sagen aus der Uralregion.

## Leben
Baschow wurde in einfachen Verhältnissen geboren. Seine Vorfahren waren leibeigene Hüttenarbeiter. Die Kindheit verlebte er in Polewskoi. Er besuchte zunächst für vier Jahre eine Schule in Jekaterinburg. Von 1893 bis 1899 besuchte er das Geistliche Seminar in Perm. Ab 1899 war er als Grundschullehrer tätig und gab Russischunterricht in Jekaterinburg und später in Kamyschlow. In den Schulferien wanderte er durch das Uralgebirge.
1918 wurde er Mitglied der Bolschewiki und beteiligte sich über vier Jahre hinweg am russischen Bürgerkrieg. Baschow redigierte eine Divisionszeitung. Er schrieb Feuilletons, Erzählungen und Skizzen. Nach Ende des Bürgerkriegs war er als Korrespondent der Swerdlowsker Zeitung im Uralgebiet unterwegs. 1924 veröffentlichte er mit Geschichten aus dem Ural sein erstes Buch. Anschließend beschäftigte er sich in seinen Arbeiten mit der Zeit des Bürgerkriegs. 1939 folgte Das grüne Heupferd in welchem er die harten Lebensbedingungen im Ural behandelte. Bekannt wurde er jedoch mit dem ebenfalls 1939 veröffentlichten Buch Die Malachitschatulle, in welchem er 14 Märchen und Sagen der Uralregion veröffentlichte. Dieses Werk ergänzte er in den folgenden Jahren um weitere Geschichten. Die Märchen und Sagen verfasste er dabei unter Verwendung von Elementen der örtlichen Überlieferungen und Folklore.
1946 wurde eines seiner Märchen im sowjetischen Film Die steinerne Blume verfilmt. Baschow wirkte am Drehbuch mit. Dasselbe Märchen diente als Vorlage für das Ballett Die steinerne Blume op. 118 (1950, Uraufführung 1954) von Sergej Prokofjew. Mit Stepans Vermächtnis erfolgte eine weitere Verfilmung im Jahr 1977.

## Ehrungen
Baschow wurde 1943 mit dem Stalinpreis und 1944 mit dem Leninorden ausgezeichnet. In Polewskoi gibt es ein Pawel-Baschow-Museum. In Syssert wird sein Geburtshaus ebenfalls als Baschow-Museum geführt.
Nach Baschow wurde in den 1940er-Jahren die Siedlung Baschowo in der Oblast Tscheljabinsk benannt, ein Stadtteil von Kopeisk, der von den 1980er-Jahren bis 2004 als Siedlung städtischen Typs selbständig war.

## Familie
Der spätere russische Ministerpräsident Jegor Timurowitsch Gaidar war ein Enkel Baschows.

## Werke (Auswahl)
- Geschichten aus dem Ural (1924)
- Das grüne Heupferd (1939)
- Die Malachitschatulle (1939)